# Gauliga Westthüringen
Die Gauliga Westthüringen war eine der obersten Fußballligen des Verbandes Mitteldeutscher Ballspiel-Vereine (VMBV). Sie wurde 1910 gegründet und bestand bis zur Auflösung des VMBV 1933. Der Sieger qualifizierte sich für die Endrunde der mitteldeutschen Fußballmeisterschaft.

## Überblick
In Thüringen bildeten sich trotz bereits bestehendem VMBV weitere regionale Fußballverbände, so unter anderem der Verband Thüringer Ballspiel-Vereine von 1905 und der Verband Thüringer Ballspiel-Vereine von 1909. Am 18. Dezember 1910 erfolgte die Angliederung des Verbandes Thüringer Ballspiel-Vereine von 1909 an den VMBV, für die Vereine wurde der neu geschaffene Gau Westthüringen gebildet. Im selben Jahr schloss sich ebenfalls der Verband Thüringer Ballspiel-Vereine von 1905 dem VMBV an, auch die Vereine aus diesem Verband wurden in den neuen Gau Westthüringen einsortiert und bildeten in diesem die Gruppe Nord, wohingegen die Vereine aus dem Verband von 1909 die Gruppe Süd bildeten. In der ersten Spielzeit fand daher der Spielbetrieb in den zwei Gruppen statt, ein Entscheidungsspiel zwischen den beiden Gruppensieger gab es jedoch nicht. Beide Gruppensieger waren demzufolge auch noch nicht für die mitteldeutsche Fußballendrunde qualifiziert. Am 21. Mai 1911 wurde die Verschmelzung beider Gruppen beschlossen, so dass zur Saison 1911/12 der Gau eingleisig mit acht Vereinen ausgespielt werden konnte. 
Durch den beginnenden Ersten Weltkrieg stockte in der Spielzeit 1914/15 verbandsweit der Spielbetrieb. Am 19. Juli 1914 besprachen die Vereine die Zusammenlegung der Gaue Südthüringen und Westthüringen, fanden jedoch noch keine Einigung. Die Entscheidung wurde auf den 8. August 1914 verschoben. Kriegsbedingt fand dieser Verbandstag nicht mehr statt, die Gaue verblieben wie bisher. Da der Gau Westthüringen seine Verbandsspiele im Frühjahr-Herbst-Rhythmus austrug, wurde bereits ab April 1914 in der 1. Klasse gespielt. Mit Ausbruch des Krieges wurde die Verbandsmeisterschaft aber abgebrochen. Die weiteren Kriegsmeisterschaften fanden unregelmäßig statt. Anders als andere Gaumeister nahmen die Sieger Westthüringens in dieser Zeit nicht an der mitteldeutschen, bzw. ab 1916/17 eingeführten Thüringer Fußballmeisterschaft teil.
Ab der  Spielzeit 1918/19 war die Gauliga Westthüringen nur noch zweitklassig. Mit der Kreisliga Thüringen wurde eine neue oberste Spielklasse geschaffen, die neben dem Gau Westthüringen noch die Gaue Kyffhäuser, Nordthüringen, Ostthüringen, Südthüringen und Wartburg beinhaltete. Der VMBV entschloss sich dann 1919, auch die restlichen Gaue im Verbandsgebiet zu Kreisligen zusammenzufassen. Zur Spielzeit 1923/24 wurden die Kreisligen wieder abgeschafft, die Gauliga Westthüringen war fortan wieder erstklassig und wurde anfangs mit acht Mannschaften ausgespielt. Zur Saison 1930/31 wurde die Anzahl der teilnehmenden Mannschaften in der Gauliga auf zehn erhöht.
Im Zuge der Gleichschaltung wurde der VMBV und demzufolge auch die Gauliga Westthüringen, wenige Monate nach der Machtübernahme der Nationalsozialisten im Jahre 1933 aufgelöst. Kein Verein erhielt einen Startplatz für die ab 1933 neu eingeführte erstklassige Gauliga Mitte, die Vereine wurden stattdessen in den unteren Spielklassen des neuen Fußballgaus eingeordnet. 
Mehrere Vereine konnten sich die Gaumeisterschaft Westthüringens sichern. Bis zum Ersten Weltkrieg gewannen der FC Preußen Suhl, der FC Germania Mehlis und der SC Meiningen 04 je einmal die Meisterschaft. In den 1920er dominierten anfangs die Vereine aus der zusammengeschlossenen Stadt Zella-Mehlis die Gauliga. Der SC 1912 Zella-Mehlis gewann dreimal (einmal unter dem ursprünglichen Namen TV Zella) und der FC 1905 Zella-Mehlis gewann einmal die Liga. Beide Vereine fusionierten 1929 zum SV Union Zella-Mehlis und konnten in der ersten Spielzeit als Fusionsverein nochmals die Meisterschaft erringen. Der SpVgg Zella-Mehlis 06, ebenfalls ein Fusionsverein aus dem FC Germania Mehlis und dem VfL Mehlis 1909, kam dreimal zu Meisterschaftsehren. Der 1925 entstandene Militärverein SpVgg Gelb-Rot Meiningen erreichte 1928/29 und 1932/33 die Meisterschaft. Des Weiteren wurde der SC Wasungen 1931/32 Gaumeister Westthüringens.

## Einordnung
Die übermäßige Anzahl an erstklassigen Gauligen innerhalb des VMBVs hatte eine Verwässerung des Spielniveaus verursacht, es gab teilweise zweistellige Ergebnisse in den mitteldeutschen Fußballendrunden. Die Vereine aus der Gauliga Westsachsen gehörten zu den spielschwächsten Vereinen im Verband, wenngleich zweistellige Niederlagen in mitteldeutschen Fußballendrunden ausblieben. Die höchsten Niederlagen waren die 1:9-Pleite des SC Meiningen gegen den Coburger FC 1913/14 und die 1:8-Niederlage des SC 1912 Zella-Mehlis gegen die SpVgg Erfurt 1924/25. In zwei Spielzeiten konnte spielerisch (ohne den Erhalt eines Freiloses) die zweite Runde der mitteldeutschen Fußballendrunde erreicht werden. 1927/28 gewann die SpVgg Zella-Mehlis 06 gegen den SC 06 Oberlind mit 4:3 nach Verlängerung, scheiterte dann aber in der 2. Runde mit 0:5 am FC Viktoria Leipzig. Durch einen 3:2-Erfolg im Wiederholungsspiel gegen Schwarz-Gelb Weißenfels konnte der SC Wasungen 1931/32 die zweite Spielrunde erreichen. Dort setzte es jedoch eine 1:5-Niederlage gegen den 1. Vogtländischen FC Plauen.
In der ab 1933 eingeführten erstklassigen Gauliga Mitte wurde kein Verein aus dem Gau Westthüringen berücksichtigt. Während des Bestehens dieser Gauliga schaffte auch kein Verein aus dem ehemaligen Gau Westthüringen die Qualifikation für diese erstklassige Liga.

## Meister der Gauliga Westthüringen 1912–1933
| Jahr    | Gaumeister Westthüringen | Abschneiden mitteldt. Meisterschaft a | Mitteldeutscher Meister       |
| ------- | ------------------------ | ------------------------------------- | ----------------------------- |
| 1911/12 | FC Preußen Suhl          | Viertelfinale (2)                     | SpVgg 1899 Leipzig-Lindenau   |
| 1912/13 | FC Germania Mehlis       | keine Teilnahme                       | VfB Leipzig                   |
| 1913/14 | SC Meiningen 04          | 1. Runde (1)                          | SpVgg 1899 Leipzig-Lindenau   |
| 1914/15 | abgebrochen              | abgebrochen                           | keine mitteldeutsche Endrunde |
| 1915/16 | kein Spielbetrieb        | kein Spielbetrieb                     | FC Eintracht Leipzig          |
| 1916/17 | TV Zella                 | keine Teilnahme                       | Hallescher FC 1896            |
| 1917/18 | nicht überliefert        | keine Teilnahme                       | VfB Leipzig                   |
| 1918/19 | Kreisliga Thüringen      | Kreisliga Thüringen                   | Hallescher FC 1896            |
| 1919/20 | Kreisliga Thüringen      | Kreisliga Thüringen                   | VfB Leipzig                   |
| 1920/21 | Kreisliga Thüringen      | Kreisliga Thüringen                   | FC Wacker Halle               |
| 1921/22 | Kreisliga Thüringen      | Kreisliga Thüringen                   | SpVgg 1899 Leipzig-Lindenau   |
| 1922/23 | Kreisliga Thüringen      | Kreisliga Thüringen                   | SV Guts Muts Dresden          |
| 1923/24 | SC 1912 Zella-Mehlis     | 1. Runde (1)                          | SpVgg 1899 Leipzig-Lindenau   |
| 1924/25 | SC 1912 Zella-Mehlis b   | 1. Runde (1) b                        | VfB Leipzig                   |
| 1925/26 | SpVgg Zella-Mehlis 06    | 1. Runde (1)                          | Dresdner SC                   |
| 1926/27 | FC 1905 Zella-Mehlis     | 1. Vorrunde (1)                       | VfB Leipzig                   |
| 1927/28 | SpVgg Zella-Mehlis 06    | 2. Vorrunde (2)                       | FC Wacker Halle               |
| 1928/29 | SpVgg Gelb-Rot Meiningen | 1. Vorrunde (1)                       | Dresdner SC                   |
| 1929/30 | SV Union Zella-Mehlis    | 1. Vorrunde (1)                       | Dresdner SC                   |
| 1930/31 | SpVgg Zella-Mehlis 06    | 1. Vorrunde (1)                       | Dresdner SC                   |
| 1931/32 | SC Wasungen              | 2. Vorrunde (2)                       | PSV Chemnitz                  |
| 1932/33 | SpVgg Gelb-Rot Meiningen | 2. Runde (2)                          | Dresdner SC                   |

## Rekordmeister
Rekordmeister der Gauliga Westthüringen sind die SpVgg Zella-Mehlis 06 und der SC 1912 Zella-Mehlis, die den Titel jeweils drei Mal gewinnen konnten.
|  | Verein                          | Titel | Jahr                      |
|  | ------------------------------- | ----- | ------------------------- |
|  | TV Zella / SC 1912 Zella-Mehlis | 3     | 1916/17, 1923/24, 1924/25 |
|  | SpVgg Zella-Mehlis 06           | 3     | 1925/26, 1927/28, 1930/31 |
|  | SpVgg Gelb-Rot Meiningen        | 2     | 1928/29, 1932/33          |
|  | FC Preußen Suhl                 | 1     | 1911/12                   |
|  | FC Germania Mehlis              | 1     | 1912/13                   |
|  | SC Meiningen 04                 | 1     | 1913/14                   |
|  | FC 1905 Zella-Mehlis            | 1     | 1926/27                   |
|  | SV Union Zella-Mehlis           | 1     | 1929/30                   |
|  | SC Wasungen                     | 1     | 1931/32                   |

## Ewige Tabelle
Berücksichtigt sind alle überlieferten Spielzeiten der erstklassigen Gauliga Westthüringen von 1911 bis 1933. Da es in der Spielzeit 1911/12 zu einem Spiel kam, das als Niederlage für beide Mannschaften gewertet wurde, gibt es mehr Gegen- als Pluspunkte. 
| Pl. | Verein                             | Jahre | Sp. | S  | U  | N  | T+  | T-  | Diff. | Punkte  | Ø-Pkt. | Titel | Spielzeiten                     |
| --- | ---------------------------------- | ----- | --- | -- | -- | -- | --- | --- | ----- | ------- | ------ | ----- | ------------------------------- |
| 1.  | SpVgg Zella-Mehlis 06              | 8     | 123 | 80 | 16 | 27 | 511 | 221 | +290  | 176:70  | 1,43   | 3     | 1925–1933                       |
| 2.  | SpVgg Gelb-Rot Meiningen           | 8     | 121 | 71 | 14 | 36 | 380 | 239 | +141  | 156:86  | 1,29   | 2     | 1925–1933                       |
| 3.  | SV 1904 Schmalkalden               | 12    | 158 | 62 | 20 | 76 | 308 | 358 | −50   | 144:172 | 0,91   | 0     | 1911–1913, 1923–1933            |
| 4.  | TV Zella/ SC 1912 Zella-Mehlis c   | 7     | 89  | 58 | 10 | 21 | 181 | 122 | +59   | 126:52  | 1,42   | 3     | 1916/17, 1923–1929              |
| 5.  | VfL Meiningen 04                   | 9     | 132 | 53 | 20 | 59 | 304 | 293 | +11   | 126:138 | 0,95   | 0     | 1923–1932                       |
| 6.  | FC 1905 Zella-Mehlis c             | 12    | 106 | 52 | 11 | 43 | 233 | 195 | +38   | 115:97  | 1,08   | 1     | 1911–1915, 1916–1918, 1923–1929 |
| 7.  | SV Wacker Bad Salzungen            | 7     | 110 | 40 | 16 | 54 | 221 | 295 | −74   | 96:124  | 0,87   | 0     | 1926–1933                       |
| 8.  | SV Union Zella-Mehlis              | 4     | 67  | 37 | 12 | 18 | 196 | 138 | +58   | 86:48   | 1,28   | 1     | 1929–1933                       |
| 9.  | SC Wasungen                        | 3     | 54  | 28 | 5  | 21 | 136 | 108 | +28   | 61:47   | 1,13   | 1     | 1930–1933                       |
| 10. | TuS Steinbach-Hallenberg           | 4     | 68  | 24 | 10 | 34 | 163 | 206 | −43   | 58:78   | 0,85   | 0     | 1929–1933                       |
| 11. | FC Germania Mehlis d               | 8     | 55  | 25 | 7  | 23 | 82  | 80  | +2    | 57:53   | 1,04   | 1     | 1911–1915, 1916–1918, 1923–1925 |
| 12. | FC 1902 Barchfeld/Werra            | 3     | 53  | 16 | 10 | 27 | 92  | 133 | −41   | 42:64   | 0,79   | 0     | 1930–1933                       |
| 13. | TV 1909 Mehlis/ VfL Mehlis 09 d    | 5     | 33  | 18 | 1  | 14 | 56  | 32  | +24   | 37:29   | 1,12   | 0     | 1914/15, 1916–1918, 1923–1925   |
| 14. | SpVgg Breitungen-Werra             | 2     | 35  | 10 | 7  | 18 | 58  | 97  | −39   | 27:43   | 0,77   | 0     | 1931–1933                       |
| 15. | VfB Germania Suhl                  | 4     | 50  | 7  | 5  | 38 | 51  | 156 | −105  | 19:81   | 0,38   | 0     | 1923–1927                       |
| 16. | FC Preußen Suhl                    | 4     | 19  | 7  | 1  | 11 | 38  | 54  | −16   | 15:23   | 0,79   | 1     | 1911–1915                       |
| 17. | BC 06 Hildburghausen               | 3     | 22  | 7  | 1  | 14 | 11  | 6   | +5    | 15:29   | 0,68   | 0     | 1911–1913, 1923/24              |
| 18. | SC 1907 Schleusingen               | 3     | 25  | 7  | 1  | 17 | 53  | 98  | −45   | 15:35   | 0,6    | 0     | 1911–1913, 1930/31              |
| 19. | Club Heiterkeit der Sp.Abt. Mehlis | 2     | 10  | 7  | 0  | 3  | 28  | 19  | +9    | 14:60   | 1,4    | 0     | 1913–1915                       |
| 20. | SC Meiningen 04 e                  | 3     | 17  | 7  | 0  | 10 | 30  | 37  | −7    | 14:20   | 0,82   | 1     | 1912–1915                       |
| 21. | FC Edelweiß Viernau                | 2     | 28  | 6  | 2  | 20 | 25  | 112 | −87   | 14:42   | 0,5    | 0     | 1928–1930                       |
| 23. | VfB 1919 Vacha                     | 1     | 18  | 4  | 1  | 13 | 31  | 50  | −19   | 9:27    | 0,5    | 0     | 1932/33                         |
| 24. | VfB 1909 Meiningen f               | 2     | 7   | 4  | 0  | 3  | 11  | 14  | −3    | 8:60    | 1,14   | 0     | 1911–1913                       |
| 25. | VfL Hildburghausen                 | 1     | 14  | 3  | 0  | 11 | 24  | 58  | −34   | 6:22    | 0,43   | 0     | 1927/28                         |
| 26. | SV Germania 1902 Zella             | 2     | 26  | 1  | 3  | 22 | 21  | 115 | −94   | 5:47    | 0,19   | 0     | 1924–1926                       |
| 27. | Sp. Abt. Germania Zella St. Blasii | 1     | 4   | 2  | 0  | 2  | 8   | 2   | +6    | 4:40    | 1      | 0     | 1914/15                         |
| 28. | SpV Meiningen e                    | 1     | 6   | 2  | 0  | 4  | 11  | 21  | −10   | 4:80    | 0,67   | 0     | 1911/12                         |
| 29. | SpVgg Suhl                         | 1     | 1   | 0  | 0  | 1  | 1   | 5   | −4    | 0:20    | 0      | 0     | 1916/17                         |